# Krzywda (Kosowo)
Krzywda (kaszb. Krziwda) – część wsi kaszubskiej Kosowo w Polsce, położona w województwie pomorskim, w powiecie kartuskim, w gminie Przodkowo, na obszarze Pojezierza Kaszubskiego.
Nazwa miejscowości, wbrew oczywistym skojarzeniom, nie wiąże się z abstrakcyjnym określeniem 'krzywda', dotyczącym szkody materialnej lub duchowej, której ktoś doznaje lub czyni. Można ją objaśnić na dwa sposoby. Pierwszy określałby nazwę jako dzierżawczą, tzn. pochodzącą od przezwiska/nazwiska Krzywda. Druga możliwość wskazywałaby, że jest to nazwa terenowa, topograficzna. Słownik gwar kaszubskich na tle kultury ludowej Bernarda Sychty notuje znaczenie rzeczownika krziwda jako 'pastwisko' w połączeniu z przymiotnikami gęsia lub krowia. Stąd spotyka się określenia typu Gęsia Krzywda lub Krowia Krzywda i ostatecznie te nazwy, w skróconej wersji, ponawiano na powstające na danym terenie ludzkie siedliska.
W latach 1975–1998 Krzywda administracyjnie należała do województwa gdańskiego.